# میمون‌آباد
میمون‌آباد ، روستایی از توابع بخش بلبان‌آباد شهرستان دهگلان در استان کردستان ایران است.

## جمعیت
این روستا در دهستان ئیلاق جنوبی قرار دارد و براساس سرشماری مرکز آمار ایران در سال ۱۳۸۵، جمعیت آن ۱۲۲ نفر (۲۸خانوار) بوده‌است.